# A túró
A túró (La ricotta) 1963-ban bemutatott fekete-fehér,  olasz rövidfilm. Pier Paolo Pasolini alkotása eredetileg az Agymosás (Laviamoci il cervello – Ro.Go.Pa.G.) című összeállítás számára készült. A korabeli olasz cenzúra azonban elrendelte Pasolini epizódjának kivágását az államvallás meggyalázása miatt, s ugyanezért a vádért a rendezőt egy római bíróság 4 hónap felfüggesztett börtönbüntetésre ítélte. A túró a filmtörténet egyik legelső olyan alkotása volt, amelyben a cselekmény keretét egy filmforgatás adja. A filmet Pasolini javarészt fekete-fehérben forgatta, a történet szerint készülő bibliai témájú alkotáshoz kapcsolódó beállítások azonban színesek. A túrót a magyar közönség a televízióban láthatta először az 1980-as évek legelején, az Agymosás részeként. 1988-ban a Magyar Filmintézet és a Magyarországi Olasz Kultúrintézet közös szervezésében Budapesten és Szegeden életmű-bemutatót tartottak Pasolini alkotásaiból. A rendezvény keretében A túró A düh (1963) című dokumentumfilm Pasolini által rendezett epizódjával együtt volt látható.

## A cselekmény
|  | Alább a cselekmény részletei következnek! |

„Nincs semmi elrejtett dolog, melynek meg nem kell jelentetni, vagy mely elrejtethetnék, hanem szükség, hogy nyilvánvalóvá legyen. Ha valakinek vagynak fülei a hallásra, hallja.”

(Márk evangéliuma)
„A pénzváltóknak pénzeket elhinté és az asztalokat elfordítá, és a galambok árosinak monda: Vigyétek el ezeket innét, ne tegyétek az én Atyámnak házát kalmárságnak házává.”

(Máté evangéliuma)
„Nem nehéz megjósolni e történet elfogult, kétértelmű, felháborodott bírálatait, én mégis kijelentem: tekintsük bár A túrót egy szenvedély történetének, számomra a lehető leghatalmasabb és a történetet elbeszélő – ha mégoly fennkölt – szöveget sosem írták le.”

(Pier Paolo Pasolini)
Egy Rómához közeli réten bibliai témájú filmet forgatnak. Stracci, az örökké éhes nincstelen statiszta játssza a Jézussal együtt keresztre feszített egyik lator parányi szerepét. A férfi látogatóba érkező családjának adja aznapi élelmiszeradagját. Álruhába öltözve sikerül még egy adag ennivalót szereznie, melyet elrejt, hogy gyorsan visszacsempéssze a kölcsönvett jelmezt. Mire visszatér, a női főszereplő dédelgetett ölebe megette az eldugott ennivalót. A könnyező Straccinak azonban szerencséje van: a forgatásra látogató újságíró megveszi tőle a kutyát, mert azt hiszi, az övé. A kapott ezer lírával Stracci boldogan elrohan, és az út mentén árusító férfitól megveszi az összes túrót. Utána szalad vissza a forgatásra. A stáb többi tagja folyamatosan gúnyolja azért, hogy állandóan éhes. Amikor szerepe szerint a keresztre kötözik, az egyik női statiszta levetkőzik előtte. Mivel a készülő film sztárja azzal fenyegetőzik a rendezőnek, hogy elmegy, ha nem veszik fel azonnal az ő jeleneteit, Straccinak végre lehetősége nyílik arra, hogy hozzálásson a túró elfogyasztásához. Mohó falatozása mulatságos látványossággá válik. Egyre többen gyűlnek köré, kinevetik, de a tréfa kedvéért etetni kezdik, újabb és újabb fogásokat hoznak elé. Amikor Stracci jelenetének felvételére kerül sor, a jóllakott férfi már nem tudja elmondani néhány szavas szövegét: meghal a kereszten. A rendező e szavakkal búcsúzik tőle és a nézőtől: „Szerencsétlen Stracci! Meg kellett halnia ahhoz, hogy észrevegyük, hogy élt.”

## Háttér-információk

### ROGOPAG
A túró eredetileg az Agymosás (RoGoPaG) (1963) címmel bemutatott, négy epizódból álló összeállítás számára készült. A szkeccsfilm ötlete 1962 februárjában született meg Roberto Amoroso producer fejében. A műfaj akkoriban kezdett divatba jönni, és Amoroso úgy gondolta, érdemes lenne a „szerzői film” néhány jelentős alakját felkérnie, hogy forgassanak egy-egy rövidfilmet Az élet szép címmel tervezett összeállítás számára. 3 hónappal később az egyik felkért rendező, Pier Paolo Pasolini megmutatta neki A túró című filmnovellát. Amoroso csak beleolvasott, és az volt a véleménye, hogy a szöveg „a közerkölcsöt és az egész közönséget sértő arcátlanságok halmazát tartalmazza”. A nézeteltérés nyilvánosságra került, a Lo Specchio című újság egyenesen megdicsérte Amorosót, amiért „nem áldoz milliókat arra, hogy Pasolini újabb támadást intézzen az Egyház, az olasz polgárság, a kapitalisták, az angyalok és a szentek ellen”. Amoroso októberben szerződésszegés miatt pert indított, 60 millió líra kártérítést követelt. Az ügy Alfredo Bini színre lépésével vett kedvező fordulatot. Bini volt Pasolini első két filmjének a producere, aki a botrányok ellenére is hitt a művész tehetségében. Az új producer átvette a produkciót, megtartotta az eredetileg felkért rendezőket is, sőt ő javasolta, hogy az alkotók vezetékneveinek (ROssellini, GOdard, PAsolini, Gregoretti) kezdőbetűiből alkossák meg a film címét.

### Szakralitás és profánság
Pasolini első rendezése, A csóró (1961) kapcsán évek múlva így nyilatkozott: „A csóróban egy olyan személy lealacsonyodását, emberi megaláztatását akartam bemutatni, aki a római szegénynegyedek sarában és porában él. Éreztem, tudtam, hogy ennek a lealacsonyodásnak a mélyén van valami, ami szent, ami a szó általános és tág jelentésében vallási, és ezért a »szent« jelzőt a zenével tettem hozzá a történethez. Azt állítottam tehát, hogy Csóró nyomorúsága valamilyen módon igenis szent, és Bach zenéjét arra használtam, hogy ezt a széles közönség is megértse.” (Bianco e Nero, 1967, 3–4. szám) Lényegében ugyanez a szemléletmód jellemezte a Mamma Rómát (1962) és A túrót is. Ám amíg a két egész estés játékfilm hangvétele drámai, addig a rövidfilmet gyilkos irónia jellemzi. A cselekmény keretét egy bibliai témájú alkotás forgatása adja: látványos bibliai eposzokat akkoriban gyakran forgattak Olaszországban, javarészt a Cinecittà stúdióiban. A túró a keresztény vallás alapvető tanításainak és értékeinek elüzletiesedésére, elsivárosodására hívja fel a figyelmet. Megmutatja, hogy egy olyan közegben, ahol éppen az emberiség históriájának legmagasztosabb szenvedéstörténetét idézik fel az emberek (a filmbeli stáb), valójában mennyire érzéketlenné vált mindenki a közvetlen környezetében megjelenő valóságos szenvedésre. De mi mást lehetne várni azoktól, akik nemcsak hogy valóságosan nem képesek a keresztényi viselkedésre, hanem a színjáték szintjén sem, mikor szerepük szerint az igazi Krisztus szenvedéseit kéne átérezniük? Ezt az érzéketlenséget leplezik le a színes filmbetétek, melyeket Pasolini Jacopo Pontormo Krisztus levétele a keresztről (1521) című festménye alapján állított be. Az állókép előtt csapóval a kezében bóklászó fiú ironikus célzás arra, hogy a szent ikonográfia szerinti élőszereplős kompozíció is csupán az illúzió, a szakralitás mint üzlet szemléletének eszköze. Ráadásul az állókép szereplői még néhány percre sem képesek beleélni magukat a szerepeikbe, izegnek-mozognak, profán mozdulatokat tesznek. A technikai személyzet közönyösségét mutatja, hogy rendre összekeverik a lemezeket, és a magasztos beállításhoz oda nem illő, profán aláfestő zenéket játszanak le.

### Támadás és önirónia
A túró egyik kulcsjelenete, amikor egy Pedoti nevű újságíró meginterjúvolja a filmbeli rendezőt, akit Orson Welles alakít. A firkász arról kérdezi a direktort, hogy miről szól új filmje. A művész válasza: mély, belső, ősi katolicizmusomról. Elmondja azt is, hogy szerinte az olasz társadalom a leganalfabétább nép, a legtudatlanabb polgárság Európában. A halálra vonatkozó kérdésre azt feleli, hogy marxistaként nem foglalkozik vele. Amikor az újságíró véleményt kér tőle Felliniről, a rendező így értékeli világhírű kollégáját: „Ő táncol”. Ezután egy versrészletet olvas fel a Mamma Róma nyomtatott változatából. Orson Welles figurájával Pasolini lényegében ironikus önportrét alkotott saját magáról, ám a közönség az iróniát vette észre a legkevésbé. A katolikusok felháborodtak azon, hogy a magát marxistának tartó művész „mély, belső, ősi katolicizmusáról” beszél, míg az ortodox marxisták kikérték maguknak azt a „botrányos” állítást, hogy az ő ideológiájuknak nincsen spirituális tartalma, és nincs mondanivalója az emberi lét múlandóságáról. Egyáltalán, honnan veszi magának a bátorságot egy baloldali és homoszexuális művész – e kategóriákkal sokak szerint az ateizmus is automatikusan együtt jár –, hogy szentségről és megváltásról beszéljen, megsértse az olasz átlagembereket, s azt követelje, hogy a keresztény vallás váltsa be a hit ígéretét?

### Fellini és Pasolini
Alig néhány nap telt el az Agymosás és Fellini éppen aktuális alkotása, a filmkészítés nehézségeiről szóló Nyolc és fél (1963) olaszországi bemutatója között. Fellini – Pasolinihez hasonlóan – szintén afféle botrányhősnek számított az olasz kulturális életben, néhány korábbi alkotása körül parázs viták lángoltak fel. A Cabiria éjszakáit (1957, egyik forgatókönyvírója Pasolini volt) például egyesek naturalistának és profánnak bélyegezték, amely megszentségteleníti az Örök Várost. Az édes élet  (1960) körül még nagyobb botrány robbant ki, parlamenti interpellációra került sor „Róma mint a katolikus világ és ősi kultúrák központja nemes hivatásának banális kigúnyolása” miatt, a Katolikus Filmművészeti Központ pedig nemcsak tilalmat hirdetett Az édes élet ellen, hanem követelte, hogy a cenzúra újra vizsgálja meg Fellini alkotását. A protestálók egy része magát a filmet ugyan nem látta, de egyikőjük így érvelt: „Nem kell látnunk a disznóságot ahhoz, hogy elítéljük.” Empatikusabb polgárok úgy gondolták, imádkozniuk kell Fellini lelki üdvéért. Ugyanakkor nem lehetett figyelmen kívül hagyni, hogy Fellini – részben e vitatott alkotásaival – milyen sokat tett az olasz filmművészet nemzetközi tekintélyének növeléséért és megszilárdításáért. Bár a Nyolc és félnek is megvoltak a maga kényes pontjai, a konzervatív olasz közönség és kritika mégis megértőbben fogadta, mint A túrót, ráadásul befejezése is az „élet egy nagy ünnep, élvezzük együtt” hangulatot árasztotta, s nem minősült nyílt támadásnak sem az állami, sem az egyházi intézmények és eszmék ellen.

### Vallásgyalázás
Egyházi körök ugyan felháborodva fogadták A túrót, mindazonáltal sem a Vatikán cenzúrabizottsága, sem az apostoli Római Gregorián Egyetem nem nyilvánította istenkáromlónak a filmet. A peres eljárást Di Gennaro államügyész kezdeményezte, aki egyébként filmbarátnak számított, kisebb szerepet is vállalt néhány televíziós alkotás és dokumentumfilm megszületésében. A Büntető Törvénykönyv 402. paragrafusa adott jogi alapot az államvallás meggyalázásának vádjára, egy friss törvényi szabályozás pedig lehetővé tette, hogy a feltételezett bűncselekmény megvizsgálása érdekében lefoglalják a kópiát. Ivo Barnabo Micheli 1986-ban bemutatott Emlékezetül a jövőnek című dokumentumfilmjében Di Gennaro úr az alábbi szavakkal idézte fel A túró elleni vádakat:
„Pasolini bemutat egy Stracci, azaz Rongyos nevű lumpenproletárt, aki a megfeszített Jézus szerepét játssza. Amikor ez a szereplő megjelenik, mindig szakrális zene hallható. Amikor viszont a katolikus ikonográfia klasszikus alakjai láthatók – Krisztus vagy Magdolna –, akkor a kísérőzene profán. Mintha azt akarná sugallni, hogy az igazi Krisztus Stracci, az igazi vallás a proletariátus éhsége. De ez még semmi, ez még mondhatni, csak a háttere azoknak az epizódoknak, amelyek iszonyatosan sértik a vallásos érzést. Csak egyet említek. Egyszer csak elfordul a kamera a megfeszített Krisztusról – Stracci ekkor tökéletesen azonosul Krisztus figurájával –, és ekkor Magdolna levetkőzik, közszemlére teszi dús idomait, és csacsacsázni kezd. (Akkor az volt a divatos tánc.) Ekkor a kamera megint Straccit mutatja, a megfeszített Krisztust, aki a táncoló, ruhátlan test látványától izgalomba jön, rángatózni kezd, mint aki gondolatban önkielégítést végez, míg végül az ejakuláció összetéveszthetetlen pillanatában elernyed a teste. Namármost az, hogy Krisztus – a hagyományos katolikus ikonográfia Krisztusa – ejakulál, suttyomban elélvez a kereszten, nem tudom, lehet-e ez érv vagy eszköz valamiféle bírálat kifejtéséhez, nem pedig brutális támadás, gyalázkodó támadás egy érzés, egy féltett közkincs ellen.”
Di Gennaro szavai arról tanúskodnak, hogy az államügyész teljesen félreértette a filmet. Apróságokban téved – némelyik tévedése talán betudható annak, hogy bő két évtized után emlékezett vissza a filmre és az ügyre –, de ezek összessége elegendő ahhoz, hogy helytelen vagy legalábbis erősen vitatható következtetéseket vonjon le. Látszólag apró, de nagyon lényeges tévedése, hogy Stracci nem Krisztust, hanem az egyik latort játszotta, a neki tulajdonított reakciók a kereszten tehát nem vonatkoztathatók egyértelműen a katolikus vallás Krisztusára. Nem mellékes szempont az sem, hogy miként Stracci és Krisztus személye közé nem tehető egyenlőségjel, úgy a katolikus ikonográfia szent alakjai és az őket megszemélyesítő színészek közé sem. Krisztust és Magdolnát tulajdonképpen ugyanolyan statiszták játsszák, mint Stracci – a Magdolnát játszó nő például azért kezd vetkőzni, mert a többiek pénzt ígértek neki a sztriptízszámért –, így e figurák filmbeli megjelenésének sem érdemes több szakralitást tulajdonítani, mint a Stracci által megszemélyesített latornak.
A már említett 1986-os dokumentumfilmben Pasolini jó barátja, Alberto Moravia író így emlékezett vissza A túró körüli botrányra: „Abszurd dolog volt, ugyanis A túró mélyen keresztényi film, amely Jézus Krisztus alakjának szakralitását hangsúlyozza, igen konkrétan. Vagyis bemutatva, hogy Jézus Krisztus is ki volt téve mindenféle evilági kísértésnek. Éppen attól jó a film, hogy párhuzamba állítja a hús-vér Jézus Krisztust, akit keresztre feszítettek, gyaláztak, és azt a Jézus Krisztust, akit ma imádnak, és akit senkinek eszébe nem jutna megsérteni. Ennek a filmnek mélyen keresztényi lényegét nem fogta fel az ügyész, meg sokan mások sem.”
Pasolini állítólag azt tervezte, hogy nyilvános vitára hívja ki Di Gennarót vallási alapkérdésekben, hogy mindenki megbizonyosodjon arról, vajon kellően tájékozott-e a témában az államügyész ahhoz, hogy Pasolinit megítélje. E vita nem valósult meg. 1963. március 7-én a bíróság 44 oldalas ítéletében bűnösnek mondta ki Pasolinit az ellene felhozott vádban, és négyhavi felfüggesztett börtönbüntetésre ítélte. Az ítélet hallatán a rendező édesanyja rosszul lett és elájult. Pasolini Di Gennarót tette felelőssé anyja állapotáért. (Ebben az időszakban írta a Könyörgés anyámhoz című versét.) 1975-ben, néhány hónappal halála előtt Pasolini nyílt levelet írt egy általa kitalált, valóságban nem létező tanítványához, Gennariellóhoz. Ebben így idézte fel a pert: „Nem tudok visszaemlékezni senkire, aki reakciósabb lett volna, mint ez a Di Gennaro. A filmem ellen intézett kirohanása oly mértékben konformista és begyöpösödötten klerikális volt, mint azt a jelenlévő számos újságíró és értelmiségi is tanúsíthatja, már a grand guignol és a nevetségesség határát súrolta – hogy közönségességét már ne is említsem. Az ötvenes évek kleriko-fasizmusának egyik legmesteribb beszédét hallhattuk.” Di Gennaro úr bő egy évtizeddel később, 1986-ban így emlékezett vissza az ítéletre és Pasolinire:
„Az ítéletet igazságosnak tartom, és úgy gondolom, azonos körülmények fennállása esetén ma is azt szabnám ki. Ami az adott pert illeti, meg kell említenem, hogy Pasolini akkor, az olasz kultúra stagnáló szakaszában ritka elevenséget képviselt, igazán jelentős tényező volt. Úgyhogy nagy figyelemmel kísérte mindenki, főképp azok, akik akkoriban művelt embereknek számítottak, azt ne mondjam, a nómenklatúrának, a kulturális vezető rétegnek. Másfelől a hagyományos kultúra, kivált a katolikus eredetű, gyakorlatilag nem létezett, vagy pedig megfélemlítette Pasolini egyénisége, aki az ő képviselőikhez képest kétségtelenül valóságos óriás volt.”

### Apja: vadember
A túró körüli viharok próbára tették Pasolini és Alfredo Bini többé-kevésbé barátinak mondható munkakapcsolatát. Mint producer, természetesen Bini sem maradhatott távol a film miatti csatározásoktól, melyek egy részét szerinte el lehetett volna kerülni. Így például fölösleges provokációnak tartotta, hogy Pasolini az Italia sera tenyérbemászó képű újságírójának a Pedoti nevet adta, ami nyilvánvaló célzás volt a római törvényszék Pedote nevű bírájára. Állítólag Pasolini és Bini között tettlegességre is sor került a viták hevében. A producert érthető módon igen érzékenyen érintette, hogy a kópia elkobzása miatt 300 milliós vesztesége keletkezett. A nézeteltéréseket ugyan sikerült tisztázniuk, ám a Pasolini irányában addig feltétlen bizalmat tanúsító Bini a továbbiakban már óvatosabbá vált. Elutasította a rendező Apja: vadember című forgatókönyvét, amelynek megvalósításával Pasolini az európai és a bennszülött kultúra találkozását szerette volna ábrázolni. (A kiszemelt főszereplő Serge Reggiani volt.) A művész egyértelműen A túró botrányának utóhatásaként értékelte az elutasítást, ezért amikor 1975-ben legalább nyomtatásban megjelenhetett a történet, ezt írta az ajánlásba: „Olyan fájdalom ért, amely még ma is kínzóan éget. Ajánlom ezt a forgatókönyvet az ügyésznek és a bírónak, akik a perben elmarasztaló ítéletet hoztak.” Pasolini és Bini munkakapcsolata az Oidipusz király (1967) című film után ért véget. A Médea (1969) rendkívül áttételesen ugyan, de mégis egyfajta variációja az Apja: vadember alaptémájának: „A Médea alapjában véve a technikai civilizációval kapcsolatba került harmadik világ lelki katasztrófájának története.” (Pasolini)

## Érdekességek
- A film mottóinak egyike Máté evangéliumából származik. Pasolini következő alkotása a Máté evangéliuma (1964) volt.
- A túró volt Pasolini és Danilo Donati, a később Oscar-díjjal elismert díszlet- és jelmeztervező első közös munkája.
- A dívát alakító Laura Betti Pasolini legbelső baráti köréhez tartozott. A túró volt az első közös alkotásuk. A producer feleségének szerepében néhány pillanatra feltűnik Elsa De Giorgi, aki később a rendező utolsó filmje, a Salò, avagy Szodoma 120 napja (1975) egyik mesélője lett.
- A filmben látható amatőr szereplők némelyike Pasolini egyéb alkotásaiban is szerepelt. A Straccit játszó Mario Cipriani A csóró (1961) egyik fontos mellékszereplője volt. Cipriani kőművesként dolgozott Carlo Lizzani A púpos (1960) című filmjének forgatásán. Akkor barátkozott össze Pasolinivel, aki színészként működött közre Lizzani opuszában. A túróban egy angyalt játszó Ettore Garofolo volt Pasolini előző filmje, a Mamma Róma (1962) egyik főszereplője. A forgatásra látogató vendégek között felbukkan A csóró két női epizodistája, Franca Pasut (Stella) és Adele Cambria (Nannina). Cambria később Pasolini Teoréma (1968) című alkotásában is szerepelt. A túró bibliai élőképének egyik ismeretlen fiatalja néhány év múlva a Dekameronban (1971) kapott kisebb szerepet mint a szerencsétlen Lisabetta egyik bátyja.
- Pasolini A túró forgatásán ismerte meg Ninetto Davolit, aki a stábban dolgozó fivérét jött meglátogatni. Az ismert rendező és a göndör hajú kamaszfiú között szoros barátság alakult ki, s Davoli a Madarak és madárkáktól (1966) kezdve Pasolini alkotásainak meghatározó figurája lett. Ninetto gyerekeinek Pasolini lett a keresztapjuk: az egyik srác neve Pier Paolo volt, a másiké Pasolini fiatalon meggyilkolt fivére után Guido. A filmrendező együtt töltötte élete utolsó estéjét a színésszel és annak családjával kedvenc éttermükben.

## Főszereplők
- Orson Welles (a rendező)
- Mario Cipriani (Stracci)
- Laura Betti (a díva)
- Edmonda Aldini (a másik díva)
- Ettore Garofolo (angyal)
- Maria Bernardini (Natalia, a vetkőző nő) (nem szerepel a stáblistán)
- Elsa De Giorgi (a producer felesége) (nem szerepel a stáblistán)
- Rossana Di Rocco (Stracci lánya) (nem szerepel a stáblistán)
- Vittorio La Paglia (Pedoti, az Italia Sera újságírója) (nem szerepel a stáblistán)
- Tomas Milian (centurio) (nem szerepel a stáblistán)
- Franca Pasut (látogató) (nem szerepel a stáblistán)
- Adele Cambria (látogató) (nem szerepel a stáblistán)

## Külső hivatkozások
- Az Agymosás az Internet Movie Database oldalain
- Olasz nyelven Pasolini filmjéről